# Lợn trắng Ulster
Lợn trắng Ulster (Large White Ulster) là một giống lợn nội địa. Chủ yếu được lai tạo để sản xuất thịt xông khói, nó là giống lợn ưa thích của nông dân ở phía bắc Ireland cho đến giữa thế kỷ 20. Giống lợn này đã tuyệt chủng kể từ năm 1960, với giống lợn cuối cùng được đăng ký vào năm 1956. 

## Lịch sử
Vào cuối thế kỷ 19, giống lợn nhìn thấy ở các quận phía bắc của Ireland có kiểu nhất quán và khác với giống lai được ưa thích ở phía nam. Một số nguồn gốc tiềm năng đã được đề xuất cho giống lợn này. Cho đến những năm 1870, lợn Berkshire là giống phổ biến nhất ở Ireland, nhưng trong nửa sau của những nỗ lực 'cải tiến' thế kỷ tập trung vào các loại lợn Yorkshire trắng, đặc biệt là lợn trắng vừa, và có thể là Ulster Màu trắng là kết quả của sự lai giống như vậy với các chủng địa phương.
Một số tác giả khẳng định rằng nó có một số tổ tiên từ "lợn Ailen cổ xưa" hoặc "lợn Greyhound" dòng địa phương của thời gian trước đó. Loại thứ hai là một con lợn lông dài và chân trắng với làn da trắng, và nó cũng đã được gợi ý rằng lọn Ulster trắng là sản phẩm trực tiếp của việc chọn lọc giống lai của người Ailen cổ đại hay những con lai đầu thế kỷ 19 và lợn Berkshire. Bất kể nguồn gốc chính xác của nó là gì, Ulster White đều cho là đúng. Đó là một con lợn có kích thước trung bình lớn, dài và rất sâu trong cơ thể, với đôi tai đặc biệt (như con lợn Ailen cũ) và da trắng, khá mỏng.
Nó có xương và tóc mịn hơn, và chân ngắn hơn so với lợn trắng lớn của Anh. Nó đã được phổ biến với nông dân vì nó đã được coi là sung mãn, ngoan ngoãn và dễ dàng để chăm sóc, với lợn nái làm cho các bà mẹ tốt. Giống lợn này tăng cân nhanh chóng và có xu hướng đến chất béo mỡ nhiều, nó tạo ra thịt xông khói rất béo, được đánh giá cao cho hương thơm phong phú của nó khi nấu chín. Vào những năm đầu của thế kỷ 20, các đặc điểm của giống đã được tinh chế và chuẩn hóa.

## Tuyệt chủng
Các Ulster trắng lớn vẫn là giống phổ biến nhất ở Bắc Ireland cho đến những năm 1940, và cũng phổ biến ở Donegal, Cavan và Monaghan. Vào thời điểm đó, cả chính phủ Anh và Ireland bắt đầu đề xuất tiêu chuẩn hóa giống lợn: Ulster trắng lớn rơi ra khỏi sự ưu tiên do nhu cầu thịt xông khói gầy hơn và đặc biệt là do da mỏng của giống làm cho nó không thích hợp cho xuất khẩu trực tiếp. Như vết bầm tím có nghĩa là thịt sẽ không phù hợp với quá trình đóng rắn, về cơ bản cần thiết cho việc giết mổ giống Ulster lớn màu trắng để diễn ra trên chính trang trại.
Trong khi, vì một loạt các lý do lịch sử, một thực tế giết mổ trang trại đã phổ biến ở Ulster vào thế kỷ 20, chính phủ mong muốn khuyến khích xuất khẩu và loại bỏ chất thải. Năm 1934, chính phủ Bắc Ailen, lo ngại về việc thiếu sự tăng trưởng trong thịt xông khói và thương mại ham, đã quyết định không cấp giấy phép cho lợn giống Ulster White. Một báo cáo năm 1947 của Ủy ban điều tra nông nghiệp Bắc Ireland cho biết: "Tuy nhiên, từ thời điểm đó, thị trường lợn sống dưới hình thức giao hàng vận chuyển và giao hàng Wiltshire đã trở nên rõ ràng là heo lớn White Ulster sẽ phải được thay thế" Giống này được thay thế bởi lợn đại bạch Anh, và đã tuyệt chủng vào đầu những năm 1960.